# ル・ブスカ
ル・ブスカ （Le Bouscat、ガスコーニュ語:Lo Boscat）は、フランス、ヌーヴェル＝アキテーヌ地域圏、ジロンド県のコミューン。ボルドーの郊外都市である。
1793年に名はLe Bousquatとされていた。

## 人口統計
| 1962年 | 1968年 | 1975年 | 1982年 | 1990年 | 1999年 | 2006年 |
| ------ | ------ | ------ | ------ | ------ | ------ | ------ |
| 21 404 | 22 550 | 21 126 | 20 906 | 21 538 | 22 455 | 23 411 |

source = Ehess et INSEE

## 交通
- 道路 - A630
- 鉄道 - ボルドー・トラム

## 出身者
- シスコ・エルザフト（fr:Cisco Herzhaft） - ブルース・ギタリスト

## 姉妹都市
- アルンシュタット、ドイツ